# Adolf Pascher
Adolf Pascher (ur. 31 maja 1881 w Stožcu, zm. 7 maja 1945 w Pradze albo w Doksy) – czesko-austriacki fykolog. 

## Życiorys
Urodził się w czeskiej miejscowości Stožec (wówczas Tusset), tam uczęszczał do szkoły powszechnej. Następnie uczył się w gimnazjum w Českým Krumlovie (wtedy Krummau) i studiował na Uniwersytecie Karola w Pradze. W 1905 roku przedstawił dysertację doktorską. Od 1908 roku kontynuował badania w Doksy, gdzie jego przyjaciel Viktor Langhans założył stację zoologiczną. W 1931 roku ożenił się po raz drugi z Margarete. Był redaktorem "Archiv für Protistenkunde" (od 38. tomu). Od 1924 razem z Oscarem Uhlwormem edytował "Beihefte zum Botanischen Centralblatt", a od 1930 był samodzielnym redaktorem tego wydawnictwa. 
Podczas okupacji Czech w latach II wojny światowej kolaborował z niemieckim reżimem. Został zamordowany razem z żoną przez nieznanych sprawców 7 maja 1945 roku. 
Dysertację doktorską w 1905 roku poświęcił rodzajowi Gagea, potem skoncentrował się w badaniach nad pierwotniakami i zielenicami.